# Frank Doods

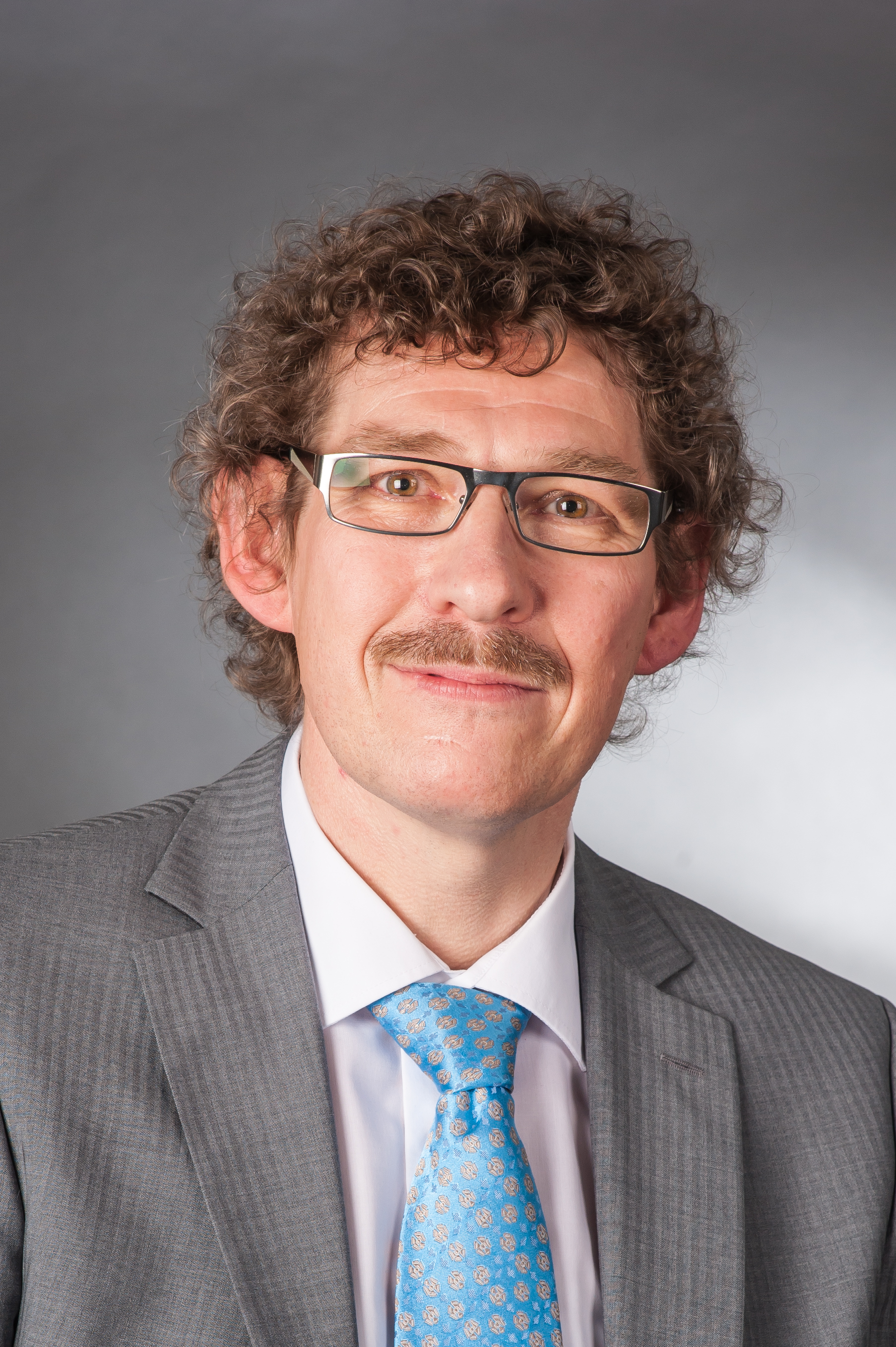
Frank Doods (2013)

Frank Doods (* 15. November 1961 in Holzminden) ist ein deutscher politischer Beamter (SPD). Er ist seit 2025 Chef der Niedersächsischen Staatskanzlei mit dem Amt eines Staatssekretärs. Zuvor war er von 2013 bis 2017 Staatssekretär im Niedersächsischen Finanzministerium, von 2017 bis 2022 Staatssekretär im Niedersächsischen Ministerium für Umwelt, Energie, Bauen und Klimaschutz und von 2022 bis 2025 Staatssekretär im Niedersächsischen Ministerium für Wirtschaft, Bauen, Verkehr und Digitalisierung.

## Leben
Doods besuchte von 1972 bis 1982 das Gymnasium für Jungen in Holzminden. Von 1982 bis 1983 leistete er Zivildienst. Im Anschluss studierte er bis 1990 Rechtswissenschaften an den Universitäten in Bielefeld und Göttingen. Zur Jahreswende 1992/93 studierte er kurzzeitig an der Hochschule für Verwaltungswissenschaften Speyer. Im Oktober 1993 legte er das Zweite Juristische Staatsexamen ab.
Doods trat Ende 1993 in die niedersächsische Steuerverwaltung ein und arbeitete bis Ende 1994 beim Göttinger Finanzamt. Daraufhin wechselte er ins Niedersächsische Finanzministerium, wo er bis Mai 1997 als persönlicher Referent für die Finanzminister Hinrich Swieter und Willi Waike tätig war. Von Mai 1997 bis Februar 2013 wirkte er als Referent und Referatsleiter im Niedersächsischen Finanzministerium, unter anderem als Leiter des Generalreferates Haushalt und als Leiter des Referates für Sparkassenaufsicht, öffentlich-rechtliche Kreditinstitute und Versicherungsunternehmen, Bürgschaften, Garantien und sonstige Gewährleistungen.
Doods ist seit 1980 Mitglied der SPD. Er war von 2001 bis 2013 Ratsherr und Beigeordneter der Gemeinde Kreiensen und ist seit Januar 2013 Ratsherr – seit November 2016 auch Ratsvorsitzender – der neuen Stadt Einbeck. Seit 2010 ist er Aufsichtsratsmitglied der Gandersheimer Domfestspiele gGmbH.
Am 19. Februar 2013 wurde Doods von der Niedersächsischen Landesregierung zum Staatssekretär im Niedersächsischen Finanzministerium ernannt, Finanzminister war in dieser Zeit Peter-Jürgen Schneider. Im Kabinett Weil II, das am 22. November 2017 gebildet wurde, war er Staatssekretär ins Niedersächsische Ministerium für Umwelt, Energie, Bauen und Klimaschutz von Olaf Lies. Am 8. November 2022 wechselte er als Staatssekretär ins Niedersächsische Ministerium für Wirtschaft, Bauen, Verkehr und Digitalisierung, in das auch Olaf Lies als Minister wechselte.
Im Kabinett Lies wurde er am 20. Mai 2025 zum Chef der Staatskanzlei ernannt.
Frank Doods lebt in Kreiensen. Er ist seit 1991 verheiratet und hat zwei Söhne.